# Donald Suxho
Donald Suxho (ur. 21 lutego 1976 w Korczy) – amerykański siatkarz, gra na pozycji rozgrywającego. Wielokrotny reprezentant Stanów Zjednoczonych, uczestnik Mistrzostw Świata w 2006 roku rozgrywanych w Japonii. Posiada także obywatelstwo albańskie.
Jego żoną jest grecka siatkarka Helena Gorchaniuk.
Urodził i wychował się w Albanii. Tam też rozpoczął swoją karierę siatkarską. W latach 1991–1996 reprezentował juniorską kadrę tego kraju, a w latach 1995–1996 występował również w seniorskiej reprezentacji Albanii. W tym samym okresie występował w swoim rodzinnym mieście w klubie Skënderbeu Korcza, gdzie trenerem był jego ojciec. 
W 1996 roku wyemigrował do USA. Przybył do Massachusetts, gdzie zaczął się rozglądać za szkołą wyższą. Ostatecznie w 1997 roku podjął naukę na Uniwersytecie Południowej Kalifornii, który ukończył w 2000 roku. W jego barwach przez kilka kolejnych lat grał w rozgrywkach uniwersyteckich. W 2001 roku zadebiutował w reprezentacji Stanów Zjednoczonych.
W sezonie 2001/2002 występował na parkietach Polskiej Ligi Siatkówki w barwach AZS-u Olsztyn.

## Sukcesy klubowe
Mistrzostwo Albanii:
- 2015

Mistrzostwo Turcji:
- 2004, 2005
- 2009

Puchar Turcji:
- 2009

Puchar Challenge:
- 2009

Puchar ACLAV:
- 2012

Mistrzostwo Argentyny:
- 2013

Superpuchar Włoch:
- 2013

Klubowe Mistrzostwa Świata:
- 2013

Puchar Albanii:
- 2015

## Sukcesy reprezentacyjne
Puchar Ameryki:
- 2005

Mistrzostwa Ameryki Północnej, Środkowej i Karaibów:
- 2005

Puchar Wielkich Mistrzów:
- 2005

Liga Światowa:
- 2008
- 2012

## Nagrody indywidualne
- 2005: Najlepszy zagrywający Mistrzostw Ameryki Północnej, Środkowej i Karaibów